# Мамедъяров, Магеррам Али оглы
Магеррам Али оглы Мамедъяров (азерб. Məhərrəm Əli oğlu Məmmədyarov; 17 октября 1924, Нахичеванская АССР — 2 января 2022, Баку) — советский и азербайджанский учёный, доктор химических наук, действительный член НАНА (2001), заслуженный деятель науки Азербайджана (2009).

## Биография
Родился 17 октября 1924 года в селе Яйджы Джульфинского района Нахичеванской АССР Азербайджанской ССР.
В 1941 году окончил Нахичеванский педагогический техникум. Был участником Великой Отечественной войны 1941—1945 годов, награждён 12 орденами и медалями. В 1949 году окончил Азербайджанский государственный университет, в 1953 году аспирантуру Ленинградского технологического института. В 1953—1955 годах работал учёным секретарём в Институте химии АН Азербайджанской ССР, старшим научным сотрудником в Институте органической химии имени Н. Д. Зелинского АН СССР (1955—1959) и в Институте нефтехимических процессов имени Ю. Г. Мамедалиева (1959—1969).
В 1973—1979 годах — руководитель Нахичеванского регионального научного центра НАН Азербайджана. В 1980 году удостоен Государственной премии Азербайджанской ССР за разработку технологии использования в промышленности углекислого газа термальных источников Нахичевани.
В 1975—1978 годах преподавал в Нахичеванском государственном педагогическом институте (ныне Нахичеванский государственный университет).
С 1981 по 1994 год работал заведующим отделом, а с 1994 по 2002 год директором Института микробиологии АН Азербайджана.
С 1969 года работал заведующим лабораторией технологии и синтеза синтетических масел Института нефтехимических процессов имени Ю. Г. Мамедалиева.

## Научная деятельность
Занимался исследованиями в области органической химии, нефтехимии, нефтехимических биотехнологий.
Под его руководством были разработаны технологии получения винилхлорида хлорированием этилена в «кипящем» слое катализатора в укрупненном масштабе.
Проведен синтез новых типов эфирных синтетических масел, удовлетворяющих требованиям военной спецификации: микробиологические превращения нефтяных углеводородов. Была разработана биотехнология повышения нефтеотдачи пласта, основанная на использовании физиологической деятельности нефтеокисляющих микроорганизмов. Этот способ внедрен на ряде нефтедобывающих месторождений Апшерона.
Автор более 250 опубликованных научных работ, 3 монографий, 39 патентов и авторских свидетельств.
Под его руководством подготовлено 15 кандидатов и 1 доктор наук.

## Награды
- Орден «Честь» (13 октября 2014 года) — за заслуги в развитии химической науки в Азербайджане[1].
- Орден «Слава» (14 декабря 2005 года) — за заслуги в развитии азербайджанской науки[2].
- Орден Отечественной войны I степени (1985 год).
- Юбилейная медаль «70 лет Вооружённых Сил СССР» (1988 год).
- Заслуженный деятель науки Азербайджана (30 сентября 2009 года) — за особые заслуги в развитии нефтехимической науки в Азербайджане[3].
- Почётный диплом Президента Азербайджанской Республики (1 октября 2019 года) — за многолетнюю плодотворную деятельность в развитии нефтехимической науки в Азербайджане[4].
- Государственная премия Азербайджанской ССР (1980 год).

## Некоторые научные работы
- М.А. Мамедъяров. Химия синтетических масел. — Ленинград: Химия, 1989. — С. 240.
- М.А. Мамедъяров, Ф.Х. Алиева. Химическая структура и вязкостно-температурные свойства эфиров алкенилянтарных кислот.mht // Химия и технология топлив и масел. — ООО "ТУМА ГРУПП", 2009. — С. 24—27. — ISSN 0023-1169.
- М.А. Мамедъяров, Г.Н. Гурбанов, Ф.А. Кули-заде. Влияние химической структуры на вязкостно-температурные и термоокислительные свойства эфиров циклических полиолов // Нефтехимия. — 2008. — Т. 48. — С. 395—400.
- М.А. Мамедъяров, Ф.Х. Алиева. Влияние химической структуры на смазывающую способность эфиров гексенилянтарной кислоты // Нефтехимия. — 2008. — Т. 48. — С. 278—280.
- М.А. Мамедъяров, Гурбанов Г.Н., Кулизаде Ф.А. Термоокислительная стабильность эфиров циклических многоатомных спиртов // Химия и технология топлив и масел. — 2009. — С. 36—39.
- M.A. Mamedyarov, F.Kh. Alieva. Study of the interrelation between the chemical structure and stability of synthetic oils based on alkenylsuccinic acid esters (недоступная ссылка — история) (англ.) // Petroleum chemistry. — Springer. — Vol. 48. — P. 238—240.
- M.A. Mamedyarov. New ester base stocs for synthetic oils (англ.) // Chemistry and Technology of Fuels and Oils. — 1992. — P. 26—28.
- M.A. Mamedyarov, G.N. Gurbanov, V.A. Kuli-Zade. Thermooxidative stability of cyclic polyhydric alcohol esters (англ.) // Chemistry and Technology of Fuels and Oils. — 2008. — Vol. 44. — P. 858—860.